# SWIPS
SWIPS (SWISS INDEPENDENT PUBLISHERS) ist ein Zusammenschluss von 30 unabhängigen Deutschschweizer Verlagen. Der Verbund besteht in wechselnder Zusammensetzung seit 2007.
Die Mitgliedsverlage stammen aus diversen Gattungs- und Wirkungsbereichen. Sie nutzen den Verbund, um gemeinsame Interessen zu formulieren und ihre Wahrnehmung bei den Leserinnen und Lesern, dem Buchhandel, den Medien und den kulturpolitischen Institutionen zu fördern. SWIPS versteht sich damit als Schweizer Pendant zur deutschen Kurt Wolff Stiftung.
Im kulturpolitischen Bereich engagiert sich SWIPS für faire Wettbewerbsbedingungen und kulturpolitische Strukturförderung. Zu diesem Zweck veranstaltet der Verbund Anlässe rund um das Buch und nimmt an solchen teil.

## Gemeinsame Aktionen
Die SWIPS-Verlage treten jeweils mit einem Gemeinschaftsstand an der Leipziger Buchmesse auf. Zudem gestalten sie Programmteile von Festivals wie BuchBasel, Solothurner Literaturtage oder Zürich liest.
Gemeinsam mit den Verbänden Autorinnen und Autoren der Schweiz, ALESI, LIVRESUISSE und SBVV hat SWIPS im Oktober 2021 das Projekt LIBER lanciert, das die Buchlandschaft der Schweiz unmittelbar und längerfristig stärken soll.

## Die Mitgliedsverlage
- Arisverlag
- bilgerverlag
- Caracol Verlag
- Christoph Merian Verlag
- Das Narr
- Der gesunde Menschenversand
- Edition 8
- edition bücherlese
- Edition Maulhelden
- Edition Moderne
- edition taberna kritika
- Kolchis Verlag
- Kommode Verlag
- Lars Müller Publishers
- lectorbooks
- Limmat Verlag
- Lenos Verlag
- Lokwort
- Neptun Verlag/Origo Verlag
- NIMBUS. Kunst und Bücher
- pudelundpinscher
- Quart Verlag
- Rotpunktverlag
- Seismo Verlag
- Till Schaap Edition
- Triest Verlag für Architektur, Design und Typografie
- vatter&vatter
- verlag die brotsuppe
- Verlag Scheidegger & Spiess
- VGS Verlagsgenossenschaft St. Gallen